# Bảo Yên (huyện)
Bảo Yên là một huyện thuộc tỉnh Lào Cai, Việt Nam.

## Địa lý
Huyện Bảo Yên nằm ở phía đông nam của tỉnh Lào Cai, nằm cách thành phố Lào Cai khoảng 75 km về phía đông nam, cách trung tâm thủ đô Hà Nội khoảng 263 km, có vị trí địa lý: 
- Phía đông giáp huyện Xín Mần và huyện Quang Bình, tỉnh Hà Giang và huyện Lục Yên, tỉnh Yên Bái
- Phía tây giáp huyện Bảo Thắng
- Phía nam giáp huyện Văn Bàn và huyện Văn Yên, tỉnh Yên Bái
- Phía bắc giáp huyện Bắc Hà.

Huyện có diện tích 818 km². Huyện lỵ là thị trấn Phố Ràng nằm trên Quốc lộ 70, cách thành phố Lào Cai 75 km về hướng tây bắc. Quốc lộ 279 theo hướng bắc nam nối với Hà Giang ở phía đông bắc, Lai Châu phía Tây Bắc, Quốc lộ 279 chạy qua các xã: Nghĩa Đô, Vĩnh Yên, Tân Dương, Yên Sơn, Bảo Hà và thị trấn Phố Ràng. Đường cao tốc Nội Bài – Lào Cai đi qua một xã duy nhất là xã Cam Cọn.
Dân số của huyện năm 2017 là 84.604 người thuộc 15 dân tộc, trong đó
- Dân tộc Kinh chiếm 32,56 %
- Dân tộc Tày chiếm 31,93 %
- Dân tộc Dao chiếm 22,16 %
- Dân tộc Mông chiếm 8,61 %
- Dân tộc Nùng chiếm 1,96
- Dân tộc Phù Lá 1,1 %
- Dân tộc Giáy chiếm 1,09 %.
- Các dân tộc khác chiếm 0,69 %.

Khí hậu Bảo Yên mang đặc trưng của khí hậu nhiệt đới nóng, hình thành hai tiểu vùng khí hậu: Đông Bắc và Tây Bắc. Nhiệt độ trung bình trong năm của huyện là 21,5 °C. Tháng nóng nhất là 39,4 °C, tháng có nhiệt độ thấp nhất là 3,7 °C. Lượng mưa trung bình là 1.440 mm đến 2.200 mm, tổng số giờ nắng trong năm là 1.300 - 1.600 giờ. Tài nguyên đất đai, khí hậu và khoáng sản trong lòng đất đã tạo điều kiện thuận lợi để Bảo Yên có thể phát triển kinh tế nông - lâm - công nghiệp toàn diện.
Do ảnh hưởng của cấu tạo địa chất nên phần lớn đất đai Bảo Yên là loại đất Pheralít màu đỏ vàng phát triển trên nền đá Gráp điệp thạch mi ca. Địa hình Bảo Yên có sự chia cắt mạnh, có núi cao, khu vực sâu và thung lũng hẹp. Các nhà khoa học xếp Bảo Yên vào loại vùng đồi nhỏ hơn 300 – 400m và 400 – 500m. Vành đai vùng đồi nhỏ hơn 300 – 400m chiếm phần lớn diện tích thung lũng các sông suối lớn như thung lũng sông Chảy. Các vành đai vùng đồi núi thấp 400 – 500m có địa hình chia cắt mạnh, núi cao, sườn dốc, khe sâu vực thẳm, thung lũng hẹp, bậc thang nhỏ đất bồi tụ, nhìn chung không lớn, diện tích hẹp, phân bố rải rác; bồn địa tương đối bằng phẳng tạo nên những cánh đồng rộng lớn ở vùng Nghĩa đô, Vĩnh Yên, Xuân Hòa, Bảo Hà, Kim Sơn, Cam Cọn.
Diện tích tự nhiên của huyện rộng, song chủ yếu là rừng và đất rừng chiếm hơn 70% diện tích tự nhiên của huyện, với diện tích che phủ hiện nay là 51% (năm 2009). Hiện ở Bảo Yên còn tồn tại ba kiểu rừng chủ yếu, đó là; Rừng nguyên sinh tập trung tại đầu nguồn và trên vành cao dãy núi Con Voi, có nhiều lâm sản quý hiếm; Rừng giữa hiện nay đã được giao đến hộ gia đình và các tập thể, việc khai thác kết hợp với trồng mới và tu bổ đã trở thành vành đai rừng phòng hộ; Rừng cỏ tranh, lau lách, cây bụi ở vùng thấp, hiện nay đang được phát triển các loại cây ăn quả, cây nguyên liệu. Bên cạnh nguồn tài nguyên thiên nhiên dồi dào, rừng Bảo Yên còn có các loại chim, thú và một số loại thuốc nam quý. Đất tự nhiên ở Bảo Yên có khả năng trồng các loại cây công nghiệp và cây ăn quả.

## Hành chính
Huyện Bảo Yên có 17 đơn vị hành chính cấp xã trực thuộc, bao gồm thị trấn Phố Ràng (huyện lỵ) và 16 xã: Bảo Hà, Cam Cọn, Điện Quan, Kim Sơn, Lương Sơn, Minh Tân, Nghĩa Đô, Phúc Khánh, Tân Dương, Tân Tiến, Thượng Hà, Việt Tiến, Vĩnh Yên, Xuân Hòa, Xuân Thượng, Yên Sơn.

## Lịch sử
Huyện Bảo Yên được thành lập vào ngày 16 tháng 12 năm 1964 trên cơ sở tách 3 xã: Bảo Hà, Kim Sơn, Cam Cọn thuộc huyện Văn Bàn và 14 xã: Cộng Hoà, Quyết Tiến, Quang Vinh, Minh Tân, Hạnh Phúc, Long Khánh, Hoà Bình, Vĩnh Yên, Nghĩa Đô, Tân Tiến, Dân Chủ, Lương Sơn, Việt Tiến, Long Phúc thuộc huyện Lục Yên.
Năm 1976, hợp nhất tỉnh Lào Cai, tỉnh Yên Bái và tỉnh Nghĩa Lộ thành tỉnh Hoàng Liên Sơn, huyện Bảo Yên thuộc tỉnh Hoàng Liên Sơn, gồm 17 xã: Bảo Hà, Cam Cọn, Điện Quan, Kim Sơn, Long Khánh, Long Phúc, Lương Sơn, Minh Tân, Nghĩa Đô, Phố Ràng, Tân Dương, Tân Tiến, Thượng Hà, Việt Tiến, Vĩnh Yên, Xuân Hòa và Xuân Thượng.
Ngày 11 tháng 1 năm 1986: 
- Thành lập thị trấn Phố Ràng (thị trấn huyện lỵ huyện Bảo Yên) trên cơ sở 1.092 ha diện tích tự nhiên của xã Phố Ràng và 783 ha diện tích tự nhiên của xã Xuân Thượng
- Đổi tên phần còn lại của xã Phố Ràng thành xã Yên Sơn.

Ngày 12 tháng 8 năm 1991, tái lập tỉnh Lào Cai từ tỉnh Hoàng Liên Sơn cũ, huyện Bảo Yên thuộc tỉnh Lào Cai.
Ngày 1 tháng 3 năm 2020, sáp nhập xã Long Phúc và xã Long Khánh thành xã Phúc Khánh.
Huyện Bảo Yên có 1 thị trấn và 16 xã như hiện nay.

## Du lịch
Được coi là "cửa ngõ" quan trọng của tỉnh Lào Cai, Bảo Yên nằm giữa hai con sông Hồng và sông Chảy từ bao đời nay đã bồi đắp nên những bãi bờ màu mỡ phù sa và cung cấp phong phú các loại thủy sản cho con người. Chính vì vậy, từ lâu nay Bảo Yên trở thành điểm dừng chân lý tưởng trong các cuộc hành trình lên vùng đất nơi địa đầu Tổ quốc. Không chỉ có phong cảnh hữu tình, con người thân thiện và gần gũi, du khách đến đây ngoài việc được tham quan các điểm du lịch tâm linh và thưởng thức những món ăn mang đậm hương vị vùng cao mà còn có cơ hội được khám phá những nét đẹp văn hóa trong cuộc sống và sinh hoạt của đồng bào các dân tộc bản địa.
Đền Bảo Hà thờ thần vệ quốc Hoàng Bảy, một vị anh hùng miền sơn cước đánh giặc phương Bắc bảo vệ dân làng đã hiển thánh được thờ ở đây. Đền Bảo Hà xây dựng theo thuyết phong thủy. Vua Minh Mạng phong tặng ông là Trấn An Hiển Liệt. Hàng năm, cứ mỗi mùa xuân đến và ngày giỗ ông Hoàng Bảy (17 tháng 7 âm lịch), rất nhiều người dân từ trong Nam, ngoài Bắc kéo đến đền kính cẩn thắp nén nhang tưởng nhớ người anh hùng huyền thoại tại đền ở xã Bảo Hà, huyện Bảo Yên.